# Curly Lambeau
Earl Louis Lambeau, detto Curly (Green Bay, 9 aprile 1898 – Sturgeon Bay, 1º giugno 1965), è stato un allenatore di football americano e giocatore di football americano statunitense.
È stato il fondatore, giocatore e primo allenatore dei Green Bay Packers della National Football League (NFL). Condivide a pari merito col rivale George Halas dei Chicago Bears e con Bill Belichick dei New England Patriots il record di titoli vinti da un allenatore nella NFL con 6.

## Biografia

### East High School e Notre Dame
Lambeau dimostrò grandi abilità in diversi sport alla Green Bay East High School e divenne capitano della squadra di football nella sua stagione da senior nel 1917. Lambeau in seguito giocò per il leggendario capo-allenatore Knute Rockne (1888–1931) a Notre Dame nel 1918, entrando nella seconda squadra dei Fighting Irish nel suo anno da freshman. Una grave forma di tonsillite lo costrinse però a tornare a casa prima del suo anno da sophomore.

### Fondazione dei Packers

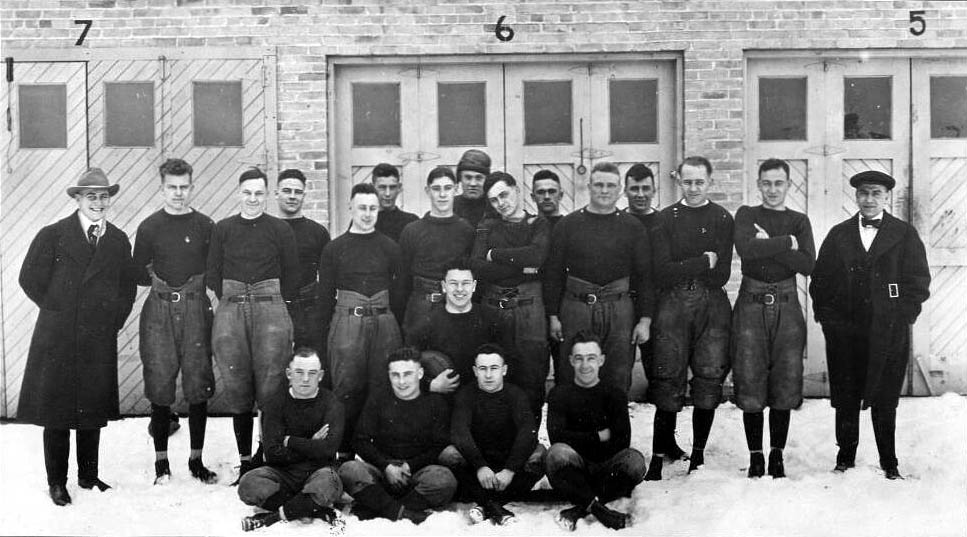
I Green Bay Packers del 1919.

Lambeau e George Whitney Calhoun (1890 –1963) formarono i Green Bay Packers l'11 agosto 1919, mentre Lambeau stava lavorando come fattorino per la Indian Packing Company. I Packers inizialmente giocarono le loro prime sfide contro squadre del Wisconsin e del nord del Michigan. I successi della squadra nel 1919-20 la portarono rapidamente ad unirsi alla American Professional Football Association, la lega che cambiò il suo nome in National Football League nel 1922.

### Carriera da giocatore
Lambeau giocò coi Packers dal 1919 al 1929. Anche se Curly giocava come halfback, egli era anche il principale corridore e passatore della squadra, come era pratica comune in quel periodo: molte squadre utilizzavano un attacco con una singola ala all'epoca. Lambeau lanciò il primo passaggio ufficiale dei Packers, il primo passaggio da touchdown ufficiale e il primo field goal ufficiale della storia dei Packers.

### Carriera da allenatore
Lambeau allenò i Packers come squadra della NFL dal 1921 al 1949. Da capo-allenatore, egli guidò i Packers a sei campionati NFL (1929, 1930, 1931, 1936, 1939, 1944), con un record nella stagione regolare di 209–104–21 (66,7% di vittorie) e a un record nei playoff di 3–2. Questi record ufficiali non includono il record sotto la gestione dei Packers di 19–2–1 compilato prima dell'affiliazione alla NFL.
Nel 1946, Lambeau acquistò Rockwood Lodge, creando la prima struttura di allenamento omni-comprensiva del football professionistico. L'acquisto fu tuttavia controverso tra i dirigenti dei Packers e il deterioramento dei rapporti con queste persone furono uno dei motivi per cui Lambeau lasciò la squadra agli inizi degli anni cinquanta. Oltre a ciò, il record da allenatore di Lambeau era sceso rapidamente dopo che il ricevitore Hall of Famer Don Hutson si era ritirato nel 1945.

### Eredità

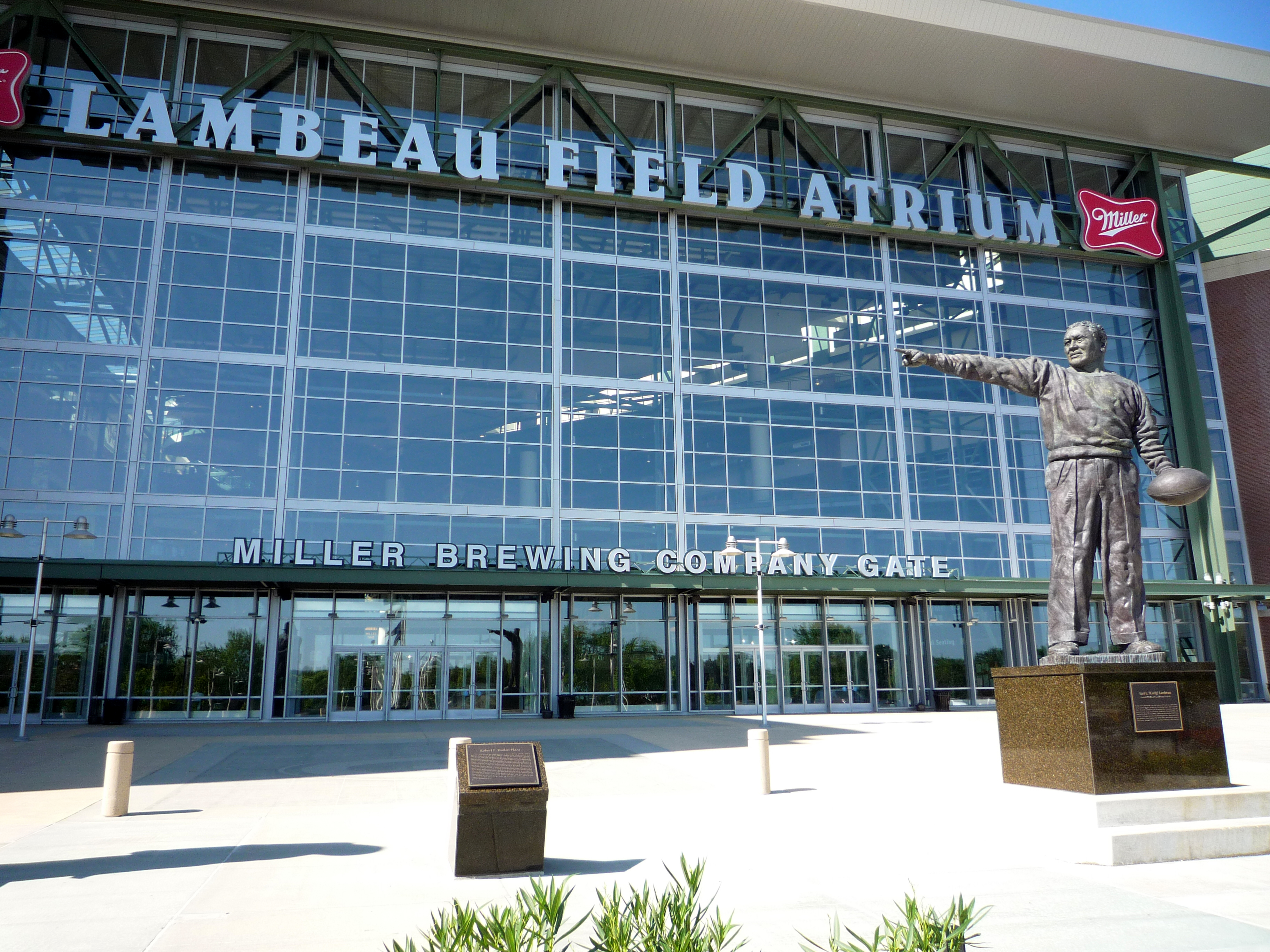
La statua di Lambeau all'entrata principale del Lambeau Field

Una statua di Curly Lambeau è posta vicino all'entrata principale del Lambeau Field.
Lo stadio dei Packers, il Lambeau Field a Green Bay, è dedicato a Curly Lambeau. La struttura aprì nel 1957, venendo chiamata informalmente "New" City Stadium per i suoi primi otto anni. Fu rinominato "Lambeau Field" nel settembre 1965, dopo la morte di Lambeau.
Dopo il rinnovo dello stadio nel 2003, fu eretta una nuova statua di 14 piedi di Lambeau che saluta i visitatori.
Lambeau Street, nel Packerland Industrial Park di Green Bay, è anch'essa dedicata a Curly.
Tra le altre corse, Lambeau è accreditato di aver introdotto gli allenamenti quotidiani, il passaggio in avanti nella NFL, aver migliorato il gioco nei passaggi ed aver introdotto i viaggi aerei per le gare in trasferta
Lambeau fu inserito nella Wisconsin Athletic Hall of Fame nel 1961 e nella classe inaugurale della Pro Football Hall of Fame nel 1963.

## Palmarès
- Campionati NFL: 6

1929, 1930, 1931, 1936, 1939, 1944
- Formazione ideale della NFL degli anni 1920
- Packers Hall of Fame
- Pro Football Hall of Fame
- Wisconsin Athletic Hall of Fame